# Hapoel Tel Aviv Basketball Club 2024-2025
Questa voce raccoglie le informazioni riguardanti l' Hapoel Tel Aviv Basketball Club nelle competizioni ufficiali della stagione 2024-2025.

## Stagione
La stagione 2024-2025 dell'Hapoel Tel Aviv Basketball Club è la 61ª nel massimo campionato israeliano di pallacanestro, la Ligat ha'Al.

## Roster
Aggiornato al 6 novembre 2024
| Hapoel Shlomo Tel Aviv 2024-25 | Hapoel Shlomo Tel Aviv 2024-25 |
| Giocatori                      | Staff tecnico                  |
| ------------------------------ | ------------------------------ |

| N. | Naz.                                       | Ruolo | Nome               | Anno | Alt.   | Peso   |  |
| -- | ------------------------------------------ | ----- | ------------------ | ---- | ------ | ------ |  |
| 0  | Stati Uniti (bandiera)                     | C     | Johnathan Motley   | 1995 | 206 cm | 104 kg |  |
| 1  | Stati Uniti (bandiera)                     | P     | Joe Ragland        | 1989 | 182 cm | 85 kg  |  |
| 2  | Stati Uniti (bandiera)                     | G     | Antonio Blakeney   | 1996 | 193 cm | 87 kg  |  |
| 4  | Stati Uniti (bandiera)                     | C     | Marcus Bingham     | 2000 | 213 cm | 104 kg |  |
| 7  | Finlandia (bandiera) · Israele (bandiera)  | AC    | Miron Ruina        | 1998 | 202 cm | 103 kg |  |
| 9  | Israele (bandiera)                         | G     | Guy Palatin        | 2000 | 192 cm | 88 kg  |  |
| 10 | Israele (bandiera)                         | PG    | Bar Timor          | 1992 | 190 cm | 84 kg  |  |
| 11 | Colombia (bandiera)                        | GA    | Braian Angola      | 1994 | 198 cm | 88 kg  |  |
| 14 | Israele (bandiera)                         | A     | Oz Blayzer (C)     | 1992 | 199 cm | 101 kg |  |
| 17 | Stati Uniti (bandiera)                     | G     | Marcus Foster      | 1995 | 191 cm | 93 kg  |  |
| 18 | Israele (bandiera)                         | AC    | Avner Dror         | 2003 | 205 cm |        |  |
| 22 | Stati Uniti (bandiera)                     | PG    | Patrick Beverley   | 1988 | 185 cm | 82 kg  |  |
| 24 | Stati Uniti (bandiera) · Uganda (bandiera) | AP    | Ish Wainright      | 1994 | 196 cm | 113 kg |  |
| 26 | Israele (bandiera)                         | P     | Yam Madar          | 2000 | 190 cm | 82 kg  |  |
| 30 | Israele (bandiera)                         | P     | Yonatan Rabinowitz | 1998 | 186 cm | 83 kg  |  |
| 31 | Danimarca (bandiera) · Israele (bandiera)  | P     | Noam Yaacov        | 2004 | 185 cm | 83 kg  |  |
| 41 | Israele (bandiera)                         | AG    | Tomer Ginat        | 1994 | 202 cm | 98 kg  |  |
| 50 | Ghana (bandiera)                           | AC    | Ben Bentil         | 1995 | 206 cm | 107 kg |  |
| 51 | Brasile (bandiera)                         | AC    | Bruno Caboclo      | 1995 | 208 cm | 102 kg |  |

| Allenatore |
| - Stefanos Dedas (fino al 15 novembre) - Dīmītrīs Itoudīs (dal 15 novembre)                                                     |
| Assistente/i |
| - Barak Lederer - Gil Salter - Stefanos Dedas (fino al 15 novembre) Legenda - (C) Capitano - (IN) Inattivo - Infortunato Roster |

## Mercato

### Sessione estiva
| Acquisti | Acquisti         | Acquisti          | Acquisti   | Acquisti |
| R.       | Nome             | da                | Modalità   |          |
| -------- | ---------------- | ----------------- | ---------- | -------- |
| P        | Patrick Beverley | Milwaukee Bucks   | svincolato |          |
| P        | Joe Ragland      | Peristeri         | svincolato |          |
| P        | Noam Yaacov      | ASVEL             | prestito   |          |
| G        | Marcus Foster    | Rytas Vilnius     | svincolato |          |
| G        | Guy Palatin      | Ironi Kiryat Ata  | svincolato |          |
| A        | Oz Blayzer       | H. Gerusalemme    | svincolato |          |
| A        | Ish Wainright    | Phoenix Suns      | svincolato |          |
| AC       | Ben Bentil       | Gunma C. Thunders | svincolato |          |
| AC       | Avner Dror       | Free agent        | svincolato |          |
| AC       | Miron Ruina      | Hap. Galil Elyon  | svincolato |          |
| C        | Bruno Caboclo    | Partizan          | svincolato |          |
| C        | Johnathan Motley | Fenerbahçe        | svincolato |          |

| Cessioni | Cessioni        | Cessioni         | Cessioni       | Cessioni |
| R.       | Nome            | a                | Modalità       |          |
| -------- | --------------- | ---------------- | -------------- | -------- |
| P        | Gil Beni        | Hap. Gilboa G.E. | fine contratto |          |
| P        | Tyler Ennis     | Reyer Venezia    | fine contratto |          |
| P        | Xavier Munford  | Reyer Venezia    | fine contratto |          |
| G        | J'Covan Brown   | Free agent       | fine contratto |          |
| G        | Dusty Hannahs   | Free agent       | fine contratto |          |
| G        | Daniel Hillel   | Free agent       | fine contratto |          |
| GA       | John Holland    | Free agent       | fine contratto |          |
| A        | Jaylen Hoard    | Maccabi Tel Aviv | rescissione    |          |
| A        | Isaiah Miles    | M.I. Ramat Gan   | fine contratto |          |
| AG       | Gal Shterenberg | Free agent       | fine contratto |          |
| C        | Kyle Alexander  | Türk Telekom     | fine contratto |          |
| C        | Idan Zalmanson  | Hapoel Holon     | fine contratto |          |

### Dopo l'inizio della stagione
| Acquisti | Acquisti         | Acquisti      | Acquisti         | Acquisti   |
| R.       | Nome             | da            | Data             | Modalità   |
| -------- | ---------------- | ------------- | ---------------- | ---------- |
| G        | Antonio Blakeney | Free agent    | 21 ottobre 2024  | svincolato |
| C        | Marcus Bingham   | Hapoel Holon  | 26 novembre 2024 | svincolato |
| PG       | Yam Madar        | Bayern Monaco | 28 novembre 2024 | svincolato |

| Cessioni | Cessioni         | Cessioni      | Cessioni         | Cessioni    |
| R.       | Nome             | a             | Data             | Modalità    |
| -------- | ---------------- | ------------- | ---------------- | ----------- |
| GA       | Braian Angola    | Türk Telekom  | 16 ottobre 2024  | rescissione |
| AC       | Ben Bentil       | Napoli Basket | 25 ottobre 2024  | rescissione |
| PG       | Patrick Beverley | Free agent    | 13 febbraio 2025 | rescissione |